# Vadim Sergeyev
Vadim Sergeyev (5 de abril de 1965) es un deportista kirguís que compitió en judo. Ganó una medalla de bronce en el Campeonato Asiático de Judo de 1996 en la categoría de +95 kg.

## Palmarés internacional
| Campeonato Asiático | Campeonato Asiático          | Campeonato Asiático | Campeonato Asiático |
| Año                 | Lugar                        | Medalla             | Categoría           |
| ------------------- | ---------------------------- | ------------------- | ------------------- |
| 1996                | Ciudad Ho Chi Minh (Vietnam) | Medalla de bronce   | +95 kg              |